# 阿部幸太郎
阿部 幸太郎（あべ こうたろう、1949年6月21日 - ）は、日本で活動するフリーの競馬評論家。TBSスパークル（旧：キャスト・プラス）所属。通称はアベコー。

## 来歴・人物
宮城県出身。明星大学卒業。
1972年、株式会社ホースニュースに入社。競馬専門紙『ホースニュース・馬』の記者として、井崎脩五郎と並ぶ同紙の看板予想家として活動。また、毎週日曜日に『中央競馬ワイド中継』と『ラジオ日本 日曜競馬実況中継』に出演し、「アベコーの穴党専科」コーナーを担当した。
2001年、夕刊フジに移籍。『BSフジ競馬中継』（BSフジ独自制作版）にゲスト解説者として出演し、「復活!アベコーの万券予報」コーナーを担当した。なお、前身番組『競馬大王』にも出演していた。
2006年、夕刊フジを離れフリーに。2007年8月からはリアルスポーツ（前身は「内外タイムス」）で競馬予想を披露していたが、2009年11月に同紙が休刊したために終了した。

## エピソード
『中央競馬ワイド中継』には黎明期からレギュラーとして関わっていたが、その初期のころ、阿部本人が中山競馬場の中山大障害コース（4100メートル）を完走するという特集VTRが制作された。もちろん、馬が飛越する障害もすべて乗り越えて完走している。のちに競馬開催が台風などで中止となった際に、その穴埋めとして放映された。

## 出演番組

### 現在
- BSフジ競馬中継（BSフジ）
- 明日のレース分析（グリーンチャンネル）
- ワンダフル競馬（新潟放送）

### 過去
- 中央競馬ワイド中継・ハイライト（独立UHF放送局）
- K's Bar（BSN）
- ラジオ日本 日曜競馬実況中継（アール・エフ・ラジオ日本）
- 競馬大王（BSフジ）
- 中央競馬中継EAST（グリーンチャンネル）
- アベコーのモリもりトーク（TBSラジオ。ナイターオフに放送）

## 著書
- アベコーの穴党ハッピー競馬（主婦と生活社、1991年）ISBN 978-4391114140
- アベコーの初めての競馬（大泉書店、1997年）ISBN 978-4278045543